# Gai Marci Censorí (cònsol 8 aC)
Gai Marci Censorí (Caius Marcius L. F. L. N. Censorinus) va ser un senador del Alt Imperi Romà que va desenvolupar el seu cursus honorum sota l'imperi d'August.
Era fill de Luci Marc Censorí, Consul ordinarius en 39 aC. La seva carrera va començar cap a 18 aC com a Triunvir Monetalis dins del vigintivirat, per servir després com llegat de Marc Vipsani Agripa a la província d'Àsia, on va emetre un edicte sobre el culte jueu. En 8 aC va ser nomenat consul ordinarius i després va obtenir el govern de Síria segons Flavi Josep. Va morir a Àsia l'any 2 sense descendència.